# Postprelazni metal
Termin postprelazni metal (engl. post-transition metal), ranije slabi metal (engl. poor/weak metal), u hemiji se koristi za opisivanje kategorije metalnih elemenata desno od prelaznih elemenata u periodnoj tabeli.

## Elementi
Prva IUPAC definicija glasi: "elementi grupa 3–12 su d-blok elemenata. Ti elementi se nazivaju prelaznim elementima, mada se elementi grupe 12 nisu uvek uvršteni". U zavisnosti od definicije prelaznih metala, u postprelazne metale se uvrštava, ili ne, 12. grupa hemijskih elemenata — cink, kadmijum, i živa.

## Literatura
- Cox, P. A. (2004). Instant Notes in Inorganic Chemistry (2nd изд.). Garland Science/BIOS Scientific Publishers. стр. 185—186. ISBN 9781859962893.
- Brady, James E. (1990). General Chemistry: Principles and Structure (5th изд.). Wiley. стр. 96. ISBN 9780471621317.

## Spoljašnje veze
- Slabi metali